# Ludwig Berger (Komponist)

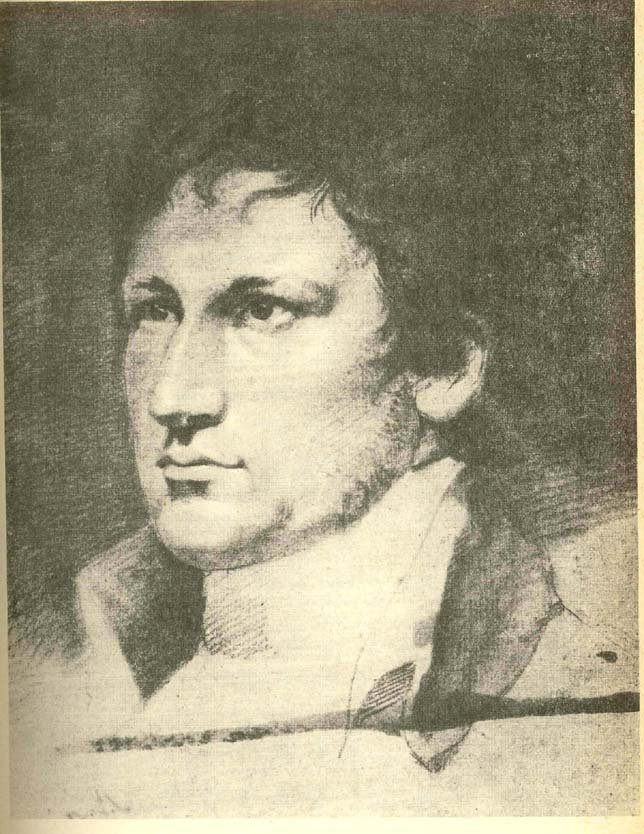
Ludwig Berger, Zeichnung von Philipp Otto Runge (1802)

Carl Ludwig Heinrich Berger (* 18. April 1777 in Berlin; † 16. Februar 1839 ebenda) war ein deutscher Komponist, Pianist und Klavierpädagoge.

## Leben
Seine Kindheit verlebte Berger zunächst in Templin (Uckermark), später in Frankfurt (Oder), wo er das Gymnasium und ab 1795 die Universität besuchte. Ab 1799 erhielt er eine musikalische Ausbildung bei dem auch als Kompositionslehrer geschätzten Kontrabassisten und späteren königlichen Kapellmeister Joseph Augustin Gürrlich (1761–1817) (s. u. a. MGG, 2. Auflage. Personenteil, Band 8, Sp. 300–302) in Berlin. 1801 reiste Berger nach Dresden, um seine musikalischen Studien bei dem damals berühmten Johann Gottlieb Naumann fortzusetzen, der aber kurz vor seiner Ankunft verstorben war. In Dresden verband Berger eine enge Freundschaft mit dem Maler Philipp Otto Runge. 1803 kehrte Berger nach Berlin zurück, wo er sich als Klavierlehrer niederließ.
1804 kam Muzio Clementi mit seinem Schüler August Alexander Klengel in Berlin an. Clementi, der seit 1786 nicht mehr öffentlich auftrat, wurde auf seinen Reisen öfter von jungen Pianisten begleitet, die seine Klavierwerke in seinem Sinne öffentlich aufführten. Noch 1804 reiste Clementi nach Italien weiter, während sich Berger und Klengel in Berlin auf eine Konzertreise gemeinsam mit Clementi vorbereiteten, die im September 1805 begann und nach Sankt Petersburg führte. Bis 1812 wirkte Berger dort erfolgreich als Pianist und Klavierpädagoge. In wirtschaftlich gesicherter Lage konnte er 1808 endlich daran denken, seine langjährige Berliner Verlobte Wilhelmina Karges zu heiraten. Er reiste ihr von Petersburg aus bis nach Kurland entgegen, wo die Hochzeit stattfand. Bereits zehn Monate später verlor er seine junge Frau im Kindbett. In diesem Schicksalsschlag wird gelegentlich die Ursache für seine spätere Melancholie und Hypochondrie gesehen. Er hat nicht wieder geheiratet, allerdings viel später in Berlin noch einmal den Versuch unternommen, eine Familie zu gründen: 1817 ließ er durch einen Freund Luise Hensel einen Heiratsantrag überbringen, wurde jedoch wie auch andere Bewerber abgewiesen. Die hochgebildete und attraktive Luise Hensel hat nie geheiratet, sondern ihr weiteres Leben religiösen Idealen im Rahmen pädagogischer und vor allem karitativer Aufgaben im Schoße der katholischen Kirche gewidmet.
Im Jahre 1812 schloss sich Berger der großen Fluchtbewegung vor den heranrückenden Truppen Napoleons an. Über Stockholm, wo er erfolgreich konzertierte, gelangte er im Winter 1812/1813 nach London, wo sich inzwischen Clementi niedergelassen hatte und sich seiner annahm. Nach zwei erfolgreichen Jahren als Pianist und Klavierlehrer in London, wo er 1813 u. a. zu den Gründungsmitgliedern der „Philharmonic Society of London“ gehörte, kehrte er 1814 (nicht 1815, wie oft fälschlich angegeben) nach Berlin zurück. Hier trat er am 20. November 1814 zum letzten Male öffentlich auf. Berger war sein eigener Veranstalter, wohl um sich in Berlin bekannt zu machen. Er wohnte zu dieser Zeit noch im Hotel de Brandenbourg (wo man in der Nr. 10 bei ihm die Konzertkarten für 1 Thlr. erwerben konnte). Das Konzert ist in den Berlinischen Nachrichten, der Spenerschen Zeitung, am 19. November 1814 angekündigt: „Vocal- und Instrumental-Concert im Saale des Königl. Schauspielhauses gegeben von Hrn. Ludwig Berger“. Er spielte auf einem aus London mitgebrachten „Flügel-Fortepiano“ eine Ouvertüre, seine Klaviervariationen „Ah vous dirai-je“, komponiert schon 10 Jahre zuvor und erst 1841 als op. 32 veröffentlicht, sowie sein „Concert fürs Fortepiano“ (ebenfalls postum als op. 34 gedruckt). Außerdem erklangen Werke von Paer, Simon Mayr und Mattäi, für die er Gesangs- und Instrumentalsolisten der Stadt engagiert hatte. Die Kritik in der AmZ („Leipziger Allgemeine musikalische Zeitung“), Jg. 16, Sp. 881 lobt sein „fertiges, sicheres Spiel Clementischer Schule…Herrliche, leichte Manier der Berührung der Tasten, treffliche Applicatur…Große Fertigkeit der linken Hand“.
Das Geistesleben Berlins blühte in dieser Zeit vor allem in den bürgerlichen Salons der Stadt, zu denen Berger als musikalische Autorität schnell Zugang fand. So spielte er bereits in der Silvesternacht 1814/1815 im Salon von Kriminalrat Julius Eduard Hitzig, wo ihn E. T. A. Hoffmann hörte (Schilderung von Hoffmann in: Die Abenteuer der Sylvester-Nacht, 1. Die Geliebte, aus: Phantasiestücke in Callots Manier; hier ist er noch „ein fremder Virtuose, namens Berger“). In einem dieser Salons, bei dem Staatsrat Friedrich August von Staegemann, lernte Berger den jungen Dichter Wilhelm Müller kennen. Den Salon führte zunächst Staegemanns Frau Elisabeth, später deren Tochter Hedwig, und zwar in den Räumen der 'Preußischen Seehandlung' in der Jägerstr. 21. Neben Berger und Müller waren u. a. Luise Hensel und deren Bruder, der Maler Wilhelm Hensel (der spätere Schwager von Felix Mendelssohn Bartholdy), Clemens Brentano und Graf Neithardt von Gneisenau Gäste dieses Salons. Im Rahmen eines der in diesen Salons üblichen literarischen Spiele entstanden mit dem Motto „Rose, die Müllerin“ 1816 die ersten Gedichte des späteren Zyklus „Die schöne Müllerin“ von Wilhelm Müller, zu denen Berger die Musik beisteuerte, lange bevor Müllers Gedichtsammlung ihre endgültige Form fand, die dann 1823 von Franz Schubert vertont wurde. Bergers Zyklus, veröffentlicht 1819 als op. 11 im Berliner Verlag E.H.G.Christiani (in dessen Haus Unter den Linden 21 Berger damals wohnte) unter dem Titel Gesänge aus einem gesellschaftlichen Liederspiele ´Die schöne Müllerin´, besteht aus zehn Liedern, von denen fünf auf Texten Müllers in der Rolle des Müllerburschen basieren. Die übrigen stammen von anderen Gästen des Salons in folgenden Rollen: Rose, die Müllerin (Hedwig von Staegemann), Jäger (Wilhelm Hensel), Gärtnerbursche (Luise Hensel), Junker (Friedrich Förster). Außerdem gab es noch weitere Gedichte von Verehrern der Müllerin, darunter ein Fischer, die Berger nicht berücksichtigt hat. Wilhelm Müller hat die Verkettung seiner Gedichte mit denen der anderen Mitglieder des Kreises schon vor seiner Abreise nach Italien im August 1817 gelöst und gab eine erste Fassung des Zyklus mit 15 Gedichten zur Veröffentlichung. Die endgültige Form mit 25 Liedern, die auch Schubert als Vorlage diente, der für seinen Müllerin-Zyklus 20 Gedichte auswählte, erschien als 1. Teil der Sammlung 77 Gedichte aus den hinterlassenen Papieren eines reisenden Waldhornisten im Jahre 1821.
Berger wurde in Berlin zum gesuchtesten Klavierpädagogen seiner Zeit. Sein Ruf verbreitete sich weit über die Grenzen der Stadt Berlin hinaus. Sein prominentester Klavierschüler war der junge Felix Mendelssohn Bartholdy, der als Komponist ein Schüler von Carl Friedrich Zelter (1758–1832) war, dem Gewährsmann Goethes in Sachen Musik. Zelter hatte in Berlin 1808 eine sogenannte „Liedertafel“ gegründet, einen Männerchor, der sich so elitäre Aufnahmeregeln gegeben hatte, dass sich Berger vergebens um Aufnahme bemüht hatte. In Reaktion darauf gründete Berger gemeinsam mit Bernhard Klein, Ludwig Rellstab und Gustav Reichardt 1819 die „Jüngere Liedertafel zu Berlin“, die sich nach außen stärker öffnete und so wichtige Impulse gab für die große Männerchorbewegung des 19. Jahrhunderts. Im Jahre 1822 trat Berger in Zelters Sing-Akademie zu Berlin ein, was ein Zeichen dafür ist, dass es zwischen ihm und Zelter wegen der Liedertafel-Problematik zu keinen Konflikten gekommen ist. Vielmehr wurde Zelter im Herbst 1819 als Ehrenmitglied in die Jüngere Liedertafel aufgenommen. In einem Brief an Goethe vom März 1830 heißt es: „Es giebt jetzt hier in Berlin wenigstens vier Liedertafeln, von denen die meinige nicht die beste ist… Dagegen ist die zweyte Liedertafel in der That die beste; sie besteht aus jungen Leuten mit guten Stimmen: Lieder machen sie sich dazu und an ältern guten Liedern ist kein Mangel. Ich gestehe aufrichtig, daß ich lieber hier bin als bey uns.“
Berger lebte zuletzt in der Alten Jakobstraße 9, wohin er von der Französischen Straße 5 aus gezogen war. Früher eher kränklich, ging es ihm Rellstab zufolge in der letzten Zeit gesundheitlich besser. Umso überraschender war sein plötzlicher Tod. Er starb, während er eine blinde Schülerin unterrichtete. Unter großer Anteilnahme von Schülern und Freunden wurde er am 20. Februar 1839 auf dem „Hallischen Kirchhof“, dem Friedhof III der Jerusalems- und Neuen Kirche vor dem Halleschen Tor, beigesetzt. Das Grab ist nicht erhalten.

## Berühmte Schüler
Fanny Hensel und ihr Bruder Felix Mendelssohn Bartholdy sowie Otto Nicolai, Moritz Ernemann, Charlotte Zeidler und Wilhelm Taubert waren Schüler von Ludwig Berger. Sein Nachfolger als erster Klavierpädagoge am Institut für Kirchenmusik wurde sein Schüler Rudolph Killitschgy (1797–1851). Dessen Nachfolger wiederum wurde Albert Löschhorn, der selbst ebenfalls noch Schüler von Berger war.

## Werke
Bergers kompositorisches Schaffen konzentrierte sich im Wesentlichen auf drei Gattungen: Lied, Männerchor und Klaviermusik. Von den Zeitgenossen wurde er besonders als Liederkomponist geschätzt. Hier hat er die strenge Strophenform der sogenannten 2. Berliner Liederschule des 18. Jahrhunderts aufgebrochen zugunsten einer gesteigerten Expressivität, indem die Klavierbegleitung in den Melodiefluss integriert und mit Hilfe der Harmonik als Stimmungsträger die Textausdeutung intensiviert wurde. In der Klaviermusik dominieren die kleinen Formen, die er nur einmal überzeugend verlassen hat, nämlich mit seiner von Beethoven inspirierten Sonate pathétique op. 1 c-moll (1804). Neben Variationenwerken waren vor allem seine beiden Etüdensammlungen op. 12 (1816) und op. 22 (1836) sehr verbreitet. Die Etüden op. 12 wurden bis ins 20. Jahrhundert hinein immer wieder aufgelegt. Sie sind durch ihren poetischen Charakter lyrische Klavierstücke und, wie schon Robert Schumann hervorhob, eigentlich „Lieder ohne Worte“, die Mendelssohn Bartholdy zu seinen gleichnamigen Kompositionen den Weg wiesen. Berger hat sich auch an großen Formen versucht (z. B. Klavierkonzert), aber mit wenig Glück. Er war ein Meister der kleinen Formen und herausragender Repräsentant des Berliner Biedermeier an der Schwelle zur norddeutschen Romantik. Seinem Mentor Clementi widmete Berger den Artikel Erläuterungen eines Mozart’schen Urteils über M. Clementi, der 1829 in 3 Publikationen gedruckt wurde.
Nach Bergers Tod erschien im Leipziger Verlag Hofmeister eine (nicht ganz vollständige) Gesamtausgabe seiner Werke in zwei Reihen, und zwar die Oeuvres complèts [sic!] pour le Piano. Cahier 1–11, 1840–1848 und Sämmtliche [sic!] Lieder, Gesänge und Balladen. Lieferung 1–7, 1840–1844, beide Reihen herausgegeben von Ludwig Rellstab und Wilhelm Taubert.

## Zuordnung
Ludwig Berger hatte einen gleichnamigen Zeitgenossen, der auch als Ludwig K. Berger oder Ludwig Berger (Sänger) (1774(?)–1828) veröffentlichte. Er lebte zuletzt in Karlsruhe als Leiter eines sog. Chor-Lehrinstituts, das offenbar dem dortigen Hoftheater angegliedert war. Seine Laufbahn begann er als Sänger, als der er zuerst 1804 bei der Eröffnung des Würzburger Nationaltheaters erwähnt wird. Er schrieb vor allem Lieder mit Gitarrenbegleitung, die ausschließlich in Süddeutschland, vor allem bei André in Offenbach gedruckt wurden. In fast allen bisherigen Veröffentlichungen bis hin zur ersten Auflage der MGG werden die Werke beider falsch zugeordnet.